# Więzadło pierścienno-tchawicze

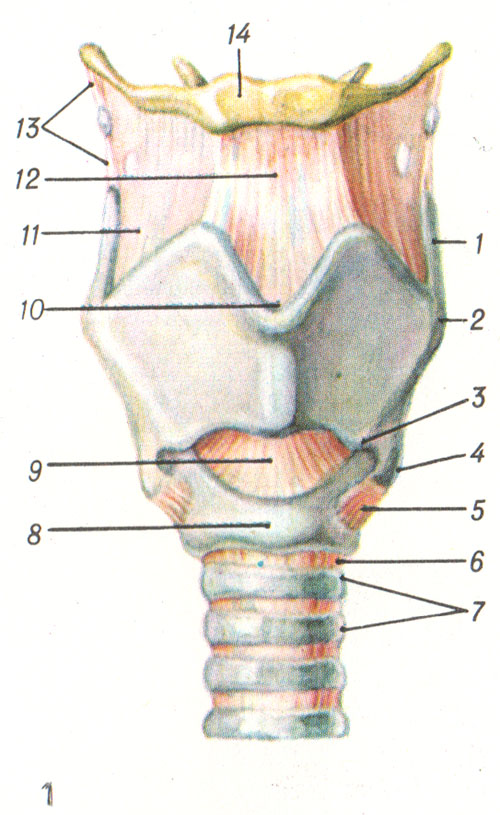
Krtań, widok z przodu. Więzadło pierścienno-tchawicze oznaczone numerem 6.

Więzadło pierścienno-tchawicze (łac. ligamentum cricotracheale) – w anatomii człowieka jedno z więzadeł zewnętrznych krtani. Przebiega pomiędzy dolnym brzegiem łuku i płytki chrząstki pierścieniowatej a górnym brzegiem pierwszej chrząstki tchawicy, stanowiąc krótką, sprężystą błonę o pionowo biegnących włóknach.